# Acalypha monococca
Acalypha monococca é uma espécie de flor do gênero Acalypha, pertencente à família Euphorbiaceae.